# Karol Wolski (aktor)

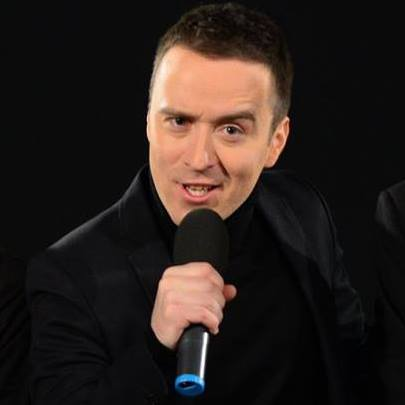
Karol Wolski

Karol Wolski (ur. 1982) – polski aktor, wokalista, konferansjer i artysta kabaretowy. Jeden z członków krakowskiej Formacji Chatelet.

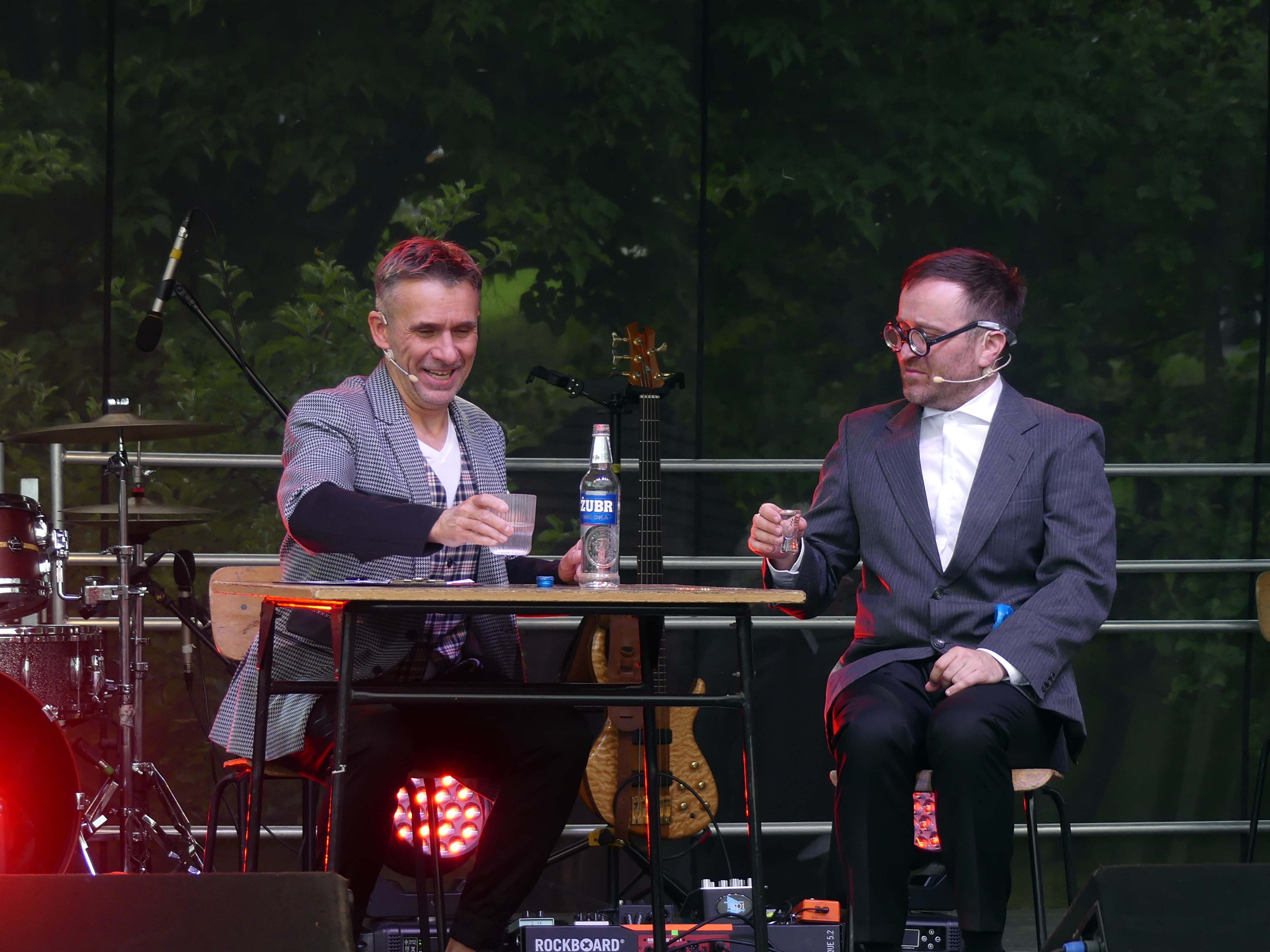
Formacja Chatelet, Adam Małczyk i Karol Wolski w skeczu „Urząd"

## Życiorys
Absolwent krakowskiego Studium Teatralnego „L’art. studiO”; na początku swojej kariery współpracował z krakowskimi Teatrem HIZOP i Teatrem Łaźnia Nowa, jak również był członkiem Grupy Improwizacyjnej AD HOC z Krakowa.
W latach 2009–2019 roku związany był z zespołem teatralno-kabaretowym Grupa Rafała Kmity. Główne spektakle Grupy Rafała Kmity z udziałem Karola Wolskiego to:
- „Wszyscyśmy z jednego szynela” (1997, reż. R. Kmita)
- „Aj waj!, czyli historie z cynamonem” (2005, reż. R. Kmita)
- „Jeszcze nie pora nam spać” (2012, reż. R. Kmita)
- „Aj waj!, czyli historie z cynamonem” – wersja rozszerzona (2013, reż. R. Kmita)

W latach 2014–2015 grał w serialu paradokumentalnym Szkoła, w którym wcielał się w postać nauczyciela informatyki Piotra Gądka.

W 2015 roku Grupa Rafała Kmity podjęła współpracę z Filharmonią Dowcipu Waldemara Malickiego i Jacka Kęcika. Wspólnie zrealizowali program kabaretowy „Czas na hity Malickiego i Kmity!”, którego gospodarzami byli W. Malicki i Karol Wolski.
W 2016 roku podjął współpracę z Krakowskim Teatrem Variété, gdzie zagrał m.in. w:
- „Dziewczyna z plakatu” (2016, reż. Janusz Szydłowski)[7]
- „Powróćmy do tamtych lat” (reż. Janusz Szydłowski)[8]
- „Bez seksu proszę” (reż Janusz Szydłowski)[9]

W tym samym roku związał się z Teatrem Muzycznym w Łodzi, gdzie wystąpił w musicalach:
- „Les Misérables” (2017, reż Zbigniew Macias), jako Thénardier[10]
- „Madagaskar – musicalowa przygoda” (2018, reż. Jakub Szydłowski), jako Król Julian[11]
- „Miss Saigon” (2019, reż. Zbigniew Macias), jako Szef[12]
- „Skrzypek na dachu” (2023, reż. Jan Szurmiej), jako Mordka[13]

Od 2019 jest członkiem kabaretu Formacja Chatelet.